# Kanixka III
Kanixka III fou un emperador kuixana (Imperi Kuixan) que va regnar per un període curt a una data incerta, potser vers el 268. Es creu que va succeir a Vasishka i que fou succeït per Vasudeva II. en una inscripció datada l'any 41 (probablement en el segon segle de l'era de Kanixka I descoberta a la riba del riu Ara al Panjab, es qualifica a si mateix de Kaisara ("Caesar"), suggerint alguna relació amb l'Imperi Romà, i es declara com el fill de Vaixixka.